# Agner Krarup Erlang
Agner Krarup Erlang (ur. 1 stycznia 1878 w Lønborg, zm. 3 lutego 1929 w Kopenhadze) – duński matematyk, pionier w dziedzinie teorii ruchu telekomunikacyjnego i teorii kolejek. Jego modele są wciąż wykorzystywane w analizie ruchu w sieciach telefonicznych.

## Życiorys

### Dzieciństwo i edukacja
Agner K. Erlang urodził się w Lønborg, na Półwyspie Jutlandzkim w Danii. Jego ojciec, Hans Nielsen Erlang, był dyrektorem lokalnej szkoły i urzędnikiem parafii. Jego matką była Magdalene Krarup, daleka potomkini innego duńskiego matematyka Thomasa Fincke. Agner miał starszego brata, Frederika, i dwie młodsze siostry, Marie i Ingborg. Jako dziecko Agner lubił towarzyszyć swojemu bratu w nauce. Siedział wówczas naprzeciw niego i czytał jego odwrócone książki. W szkole jego ulubionym przedmiotem była astronomia, pisał nawet wiersze z nią związane. Po skończeniu szkoły podstawowej miał prywatnych nauczycieli. W wieku 14 lat udało mu się zdać z wyróżnieniem Præliminæreksamen, egzamin organizowany przez Uniwersytet Kopenhaski, przy czym ze względu na młody wiek musiał otrzymać specjalne pozwolenie, aby w nim uczestniczyć. Przez kolejne dwa lata sam był nauczycielem w szkole swojego ojca. W 1896 roku zdał z wyróżnieniem egzaminy wstępne na Uniwersytet Kopenhaski. W 1901 roku otrzymał dyplom magisterski z matematyki jako głównego przedmiotu, oraz astronomii, fizyki i chemii jako przedmiotów dodatkowych.

### Praca
Po ukończeniu studiów Erlang przez 7 lat uczył w różnych szkołach. W tym czasie dał się poznać również jako utalentowany pedagog. Był członkiem Duńskiego Stowarzyszenia Matematyków, dzięki któremu poznał Johana Jensena, głównego inżyniera Kopenhaskiej Kompanii Telefonicznej. W 1908 roku został w niej zatrudniony jako pracownik naukowy, a po pewnym czasie awansował na dyrektora laboratorium. 
Erlang zajął się problemem ruchu w sieciach telefonicznych stosując teorię rachunku prawdopodobieństwa. W 1909 opublikował pierwszą pracę, w której udowodnił, że połączenia telefoniczne o charakterze losowym podlegają rozkładowi Poissona. W najważniejszej swojej publikacji, napisanej w roku 1917, przedstawił wzory na prawdopodobieństwo blokady połączenia w centralach telefonicznych, znane jako model Erlanga. Jego publikacje tłumaczono na języki angielski, francuski i niemiecki. Ze względu na zwięzły styl pisania, prace Erlanga były trudne do zrozumienia dla osób nie będących specjalistami. Jeden z pracowników amerykańskiego Bell Telephone Laboratories nauczył się języka duńskiego, aby móc je czytać w oryginale. 
Od nazwiska Erlanga pochodzi nazwa jednostki natężenia ruchu telekomunikacyjnego oraz nazwa języka programowania.
Erlang miał szeroki zakres zainteresowań, do których zaliczały się historia, filozofia i poezja. Zgromadził bogaty księgozbiór, związany głównie z przedmiotami swoich studiów. Był również specjalistą od tablic matematycznych zawierających wartości znanych funkcji, opracował nawet własną metodę ich obliczania. Erlang nigdy się nie ożenił, poświęcając swój czas pracy i nauce. Ciężka praca odbiła się na jego zdrowiu. W styczniu 1929 trafił do szpitala na operację, po której zmarł po kilku dniach.